# San Andrés Itzapa
San Andrés Itzapa – miasto w południowej Gwatemali, w centralnej części Sierra Madre de Chiapas, w departamencie Chimaltenango, leżące w sąsiedztwie (8 km na południowy zachód) stolicy departamentu. Miasto jest siedzibą władz gminy o tej samej nazwie, która w 2012 roku liczyła 32 649 mieszkańców. Jest to niewielka gmina a jej powierzchnia obejmuje 60 km².